# Thập niên 2060
Thập niên 2060 hay thập kỷ 2060 chỉ đến những năm từ 2060 đến 2069, kể cả hai năm đó. Không chính thức, nó cũng có thể bao gồm vài năm vào cuối thập niên 2050 hay vào đầu thập niên 2070. Đây là thập kỷ thứ bảy của thế kỷ 21.